# No Maps for These Territories
No Maps for These Territories és una pel·lícula documental independent feta per Mark Neale centrada en l'autor de ficció especulativa William Gibson. Presenta aparicions de Jack Womack, Bruce Sterling, Bono i The Edge i va ser llançat per Docurama. La pel·lícula es va estrenar mundialment al Festival Internacional de Cinema de Vancouver l'octubre de 2000.